# John Watkins Brett
John Watkins Brett (ur. 1805 w Bristolu, zm. 3 grudnia 1863) – brytyjski inżynier.
Początkowo uczył się rysunku i malowania akwareli, od 1845 pracował przy budowie linii telegraficznych. Od 1847 w pozorumieniu z francuskim rządem rozpoczął budowę podmorskiej linii telegraficznej z Dover do Calais przez Kanał La Manche, który w 1850 ukończył wraz z bratem Jacobem. Później pracował również przy budowie innych linii telegraficznych, m.in. między Sardynią a Afryką.